# سوق تقليدي

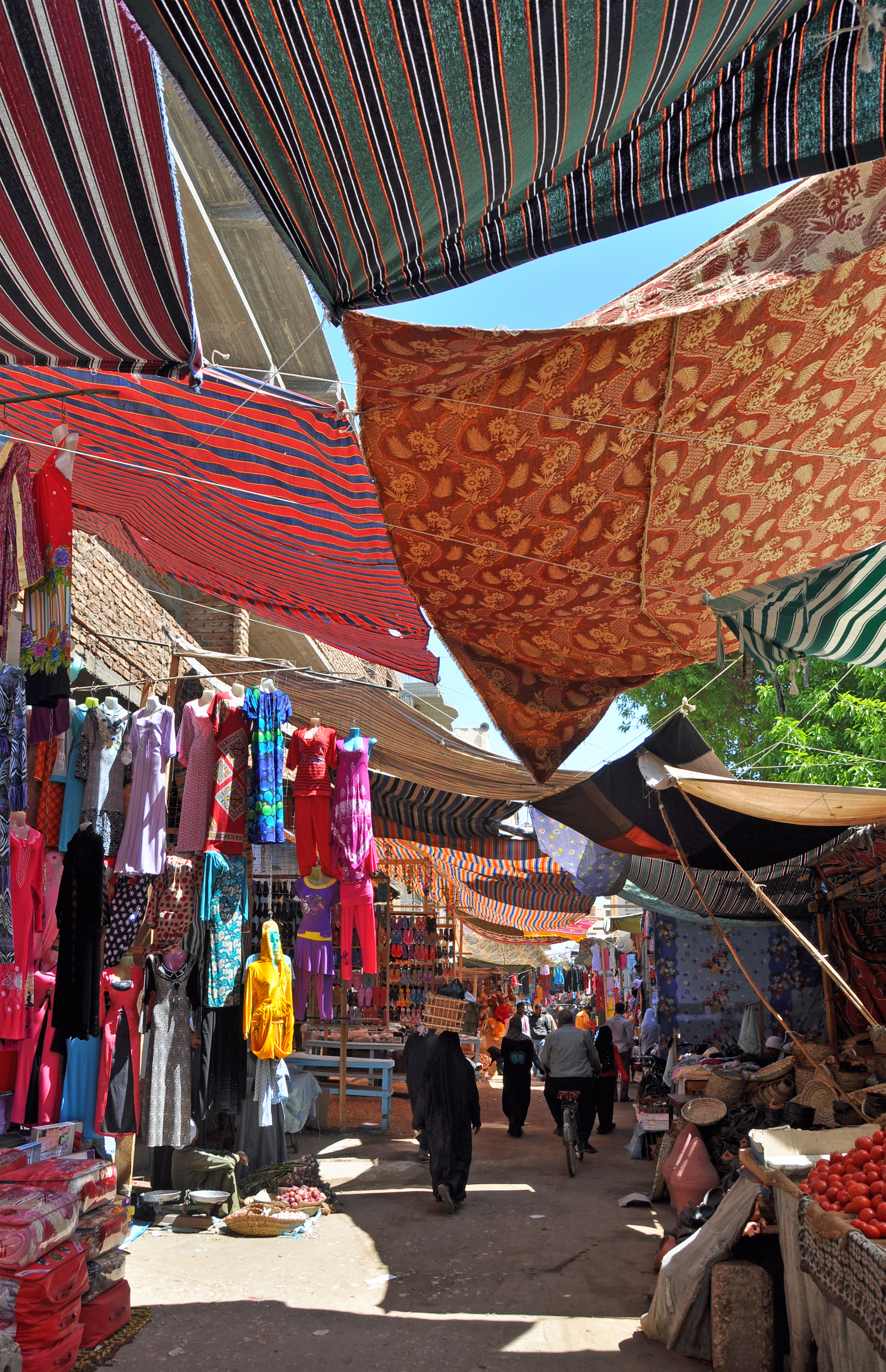
سوق في مدينة الأقصر المصريَّة.

السوق التقليدي أو السوقة، منطقة بيع وشراء في المدن العربية التقليدية. إن كافة المدن في أسواق والمدن الكبيرة منها فيها أكثر من سوق. معظم الأسواق دائمة ومفتوحة يوميا إلا أن بعض الأسواق موسمية.

## تاريخ السوق
بدأ استخدام الأسواق منذ فجر التاريخ، فمنذ أن بدأ الإنسان بتبادل السلع بدأ الناس يعتادون على موقع محدد لذلك التبادل. تطورت الأسواق بمرور الزمن حتى أضحى لها قوانين وأعراف متبعة.

## أنواع الأسواق

### الأسواق الموسمية
وهي الأسواق التي تقام في مواسم محددة، قد تكون المواسم أيام محددة في الأسبوع أو شهرية أو قد تكون سنوية، الأخيرة هي أقدم الأنواع.
كان للعرب أسواق موسمية متعددة بالإضافة إلى الأسواق الدائمة فسوق عكاظ مثلا كان موسما حافلا في الجاهلية، وسوق المربد هو أحد أسواق البصرة الموسمية الشهيرة. كانت هذه الأسواق أكثر من مجرد تعاملات بيع وشراء بل كانت تقام فيها الفعاليات الثقافية كالمسابقات الشعرية وغيرها. لا زالت تقام بعض الأسواق الموسمية السنوية في بعض المناطق الريفية في الدول العربية، إلا أنها قلت في القرن العشرين.

### الأسواق الثابتة
هي الأسواق التي تقام يوميا وهي ثابتة في مكان واحد وفي كافة المواسم. كانت هذه الأسواق تقام كالموسمية، أي بدون دكاكين أو محلات بل أن التجار كانوا يأتون بما يحتاجون إليه لعرض بضائعهم وينصبونها في مواقعها. وكانت السوق عبارة عن أرض مفتوحة تمتلئ كل صباح بالتجار ثم تزال الهياكل المؤقتة كل مساء حين انفضاض السوق.
في العصر الأموي قام الأمراء بتأجير الأراضي في الأسواق للتجار فشجعهم هذا على البناء فيها وتكونت الأسواق، ثم في العصر العباسي أصبحت هذه المباني تباع وتشترى.

## قائمة بالأسواق العربية الشهيرة
- سوق البلدة القديمة في القدس.

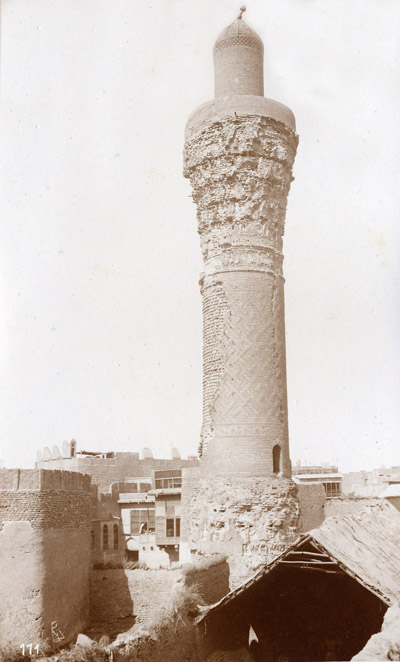
منارة سوق الغزل (جامع الخلفاء) كما صورها مصور ألماني خلال زيارة للعراق عام 1911م, وهي أقدم منارة باقية في بغداد حيث أن المنارة الظاهرة في الصورة قد بناها ابن هولاكو خلال القرن الثالث عشر ميلادي بعد أن كانت قد تدمرت عند دخول جيش المغول بغداد.

- سوق عكاظ بين الطائف غرباً وجبل حضن شرقاً وتربة البقوم جنوباً وعشيرة شمالاً.
- سوق الغزل في بغداد
- سوق الصفافير في بغداد
- سوق الحميدية في دمشق
- سوق البزورية في دمشق
- سوق مدحت باشا في دمشق
- سوق الخجا في دمشق
- سوق خان الخليلي في القاهرة
- سوق المنامة في البحرين
- سوق البخارية في عمان (مدينة)
- سوق المْدينة في حلب